# Uğur, Cizre
Uğur là một xã thuộc huyện Cizre, tỉnh Şırnak, Thổ Nhĩ Kỳ. Dân số thời điểm năm 2011 là 220 người.